# سكوت بوث
سكوت بوث (بالإنجليزية: Scott Booth)‏ مواليد 16 ديسمبر 1971 في أبردين، هو لاعب كرة قدم اسكتلندي دولي سابق كان يلعب كمهاجم. سبق له أن لعب في كأس العالم لكرة القدم 1998 مع منتخب بلاده. لعب خلال مسيرته 327 مباراة سجل خلالها 82 هدفاً.

## المسيرة الاحترافية

### أندية لعب لها
- نادي أبردين
- بوروسيا دورتموند
- تفينتي أنشخيدة

## روابط خارجية
- سكوت بوث على موقع الاتحاد الدولي (مؤرشف)  (الإنجليزية)
- سكوت بوث على موقع الاتحاد الأوربي (الإنجليزية)
- سكوت بوث على موقع الاتحاد الإسكتلندي (الإنجليزية)
- سكوت بوث على موقع قاعدة بيانات كرة القدم.إي يو (الإنجليزية)
- سكوت بوث على موقع ناشيونال فوتبول تيمز (الإنجليزية)
- سكوت بوث على موقع Soccerbase.com (لاعب) (الإنجليزية)
- سكوت بوث على موقع عالم كرة القدم.نت (الإنجليزية)